# Struthisca antibola
Struthisca antibola is een vlinder uit de familie van de zakjesdragers (Psychidae). De wetenschappelijke naam van deze soort is voor het eerst voorgesteld als Ctenocompa antibola door Edward Meyrick in een publicatie uit 1919.
De soort komt voor in Sri Lanka.